# Буфало Бил
Вилијам Фредерик Коди (енгл. William Frederick Cody; код Ле Клера, 26. фебруар 1846 — Денвер, 10. јануар 1917), познат као Буфало Бил (енгл. Buffalo Bill), био је поштански јахач „Пони експреса“, водич и трагач у америчкој војсци, плаћени борац против Индијанаца и професионални ловац на бизоне.
Године 1883. организовао је ревију каубојских вештина Ревија дивљег запада, у којој је наступао као главна звезда. У периоду од 1884. до 1907. наступа и по Европи, а гостовао је и у Србији 1906. године у бројним српским градовима од којих потврде и сећања постоје за Београд, Панчево, Зрењанин и Смедерево. 
Године 1887. Буфало Бил са својом трупом је у Лондону наступао и пред краљицом Викторијом.
На основу његових стварних, али и измишљених доживљаја написано је доста књига и објављен велики број стрипова а касније су снимани филмови и ТВ серије.